# Phytoliriomyza jacarandae
Phytoliriomyza jacarandae is een vliegensoort uit de familie van de mineervliegen (Agromyzidae). De wetenschappelijke naam van de soort is voor het eerst geldig gepubliceerd in 1978 door Steyskal and Spencer.